# Habitatge al carrer de Llovera, 5 (Reus)
L'Habitatge al carrer de Llovera, 5 és un edifici del municipi de Reus (Baix Camp) inclòs en l'Inventari del Patrimoni Arquitectònic de Catalunya com a Bé Cultural d'Interès Local.

## Descripció
És un edifici entre mitjaneres estructurat en planta baixa i quatre pisos superiors. A la planta baixa hi ha un local d'ús comercial, la resta de pisos tenen cadascun dues obertures allindanades disposades de forma simètrica. Tots són balcons independents amb baranes de ferro forjat força senzilles, a excepció del de la segona planta que és un balcó corregut. Els balcons estan suportats per mènsules amb formes vegetals, com les que trobem sota del ràfec que fa de remat de l'edifici. La façana està arrebossada imitant el carreuat de pedra deixada a la vista. Destaquem quatre franges d'esgrafiats de tipus vegetal ubicats en la separació entre pisos: són sanefes de petites dimensions diferents entre elles.